# Ureparapara
Ureparapara (parfois également écrit Uréparapara) est une île du nord du Vanuatu, située dans l’archipel des îles Banks. En 2009, elle avait une population de 437 habitants. 

## Géographie
Sa superficie est de 39,0 km2. Son point culminant a une altitude de 764 m. 
À part une grande baie à l’est appelée Divers Bay, ou Baie de Loroup (caldeira centrale égueulée), l’île a une forme circulaire, de huit kilomètres de diamètre.

## Culture
Deux langues indigènes sont parlées à Ureparapara : le lehali et le löyöp, qui ont respectivement environ 200 et 240 locuteurs. L’île est appelée Noypēypay [nɔjpejˈpaj] en lehali et Aö [aˈø] en löyöp.